# IPad Mini 2
iPad Mini 2 (được đưa ra thị trường với tên là iPad mini 2, tên cũ: iPad mini với màn hình Retina) là thế hệ thứ hai của dòng máy tính bảng iPad Mini do Apple Inc. sản xuất và đưa ra thị trường. Nó được thiết kế gần giống như iPad Mini thế hệ đầu tiên nhưng có các sửa đổi nội bộ như việc bổ sung chip A7 và màn hình Retina với độ phân giải 2.048 x 1.536. iPad Mini 2 có phần cứng tương tự như người anh em kích cỡ lớn hơn của nó là iPad Air. Apple lặng lẽ phát hành iPad Mini 2 với màu xám và màu bạc ngày 12 tháng 11 năm 2013.
Sản phẩm tiếp theo, iPad Mini 3, được công bố vào ngày 16 tháng 10 năm 2014, có phần cứng giống iPad Mini 2 nhưng thêm cảm biến vân tay Touch ID, dung lượng lưu trữ khác nhau và bổ sung thêm màu Vàng.

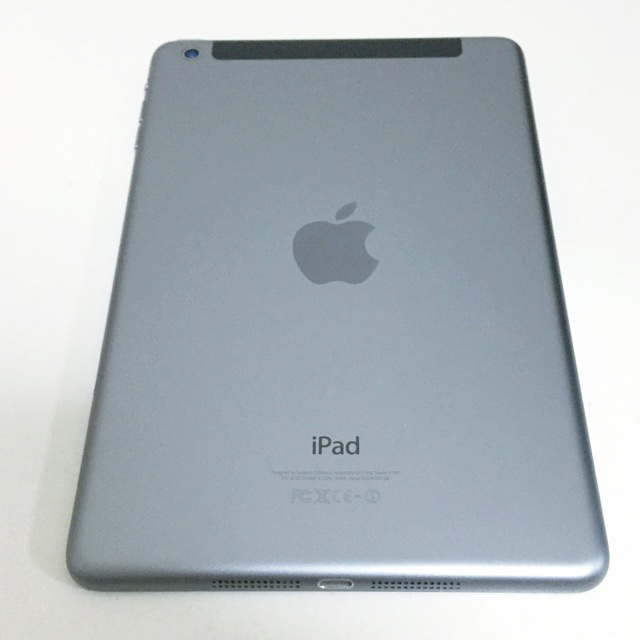
Lưng của iPad Mini 2

Thiết bị kết nối Apple Lightning

iPad Mini 2 đã bị ngừng sản xuất vào ngày 21 tháng 3 năm 2017, sau thông cáo báo chí về một iPad mới có giá rẻ hơn, thay thế iPad Air 2.
iPad Mini 2 là iPad Mini đầu tiên hỗ trợ sáu phiên bản chính của iOS, từ iOS 7 đến iOS 12.